# Jacques Verbrugge
Jacques (Jaak) Verbrugge (Putte, 24 april 1955) is een voormalig Nederlands wielrenner.
Hij nam eenmaal deel aan de Ronde van Frankrijk. In 1979 werd hij in Deauville 4e in de rituitslag van de door Leo van Vliet gewonnen 7e etappe, maar in de 17e etappe naar Alpe d'Huez moest hij met buikloop de wedstrijd verlaten.

## Belangrijkste overwinningen
1978
Ronde van Sint Pancras (amateurs)
Wespelaar () (amateurs)

## Resultaten in voornaamste wedstrijden
| Jaar | Ronde van Italië | Ronde van Frankrijk | Ronde van Spanje |
| ---- | ---------------- | ------------------- | ---------------- |
| 1979 |                  | opgave              |                  |
| 1980 |                  |                     |                  |

| Jaar | Milaan-San Remo | Gent-Wevelgem | Ronde van Vlaanderen | Parijs-Roubaix | Amstel Gold Race | Ronde van Nederland | Parijs-Tours | Waalse Pijl |
| ---- | --------------- | ------------- | -------------------- | -------------- | ---------------- | ------------------- | ------------ | ----------- |
| 1979 | 26e             | 85e           |                      | 51e            |                  | 43e                 | 43e          |             |
| 1980 |                 | 30e           | 45e                  |                |                  | 7e                  | 25e          | 17e         |

## Ploegen
- 1979 - DAF Trucks-Aida
- 1980 - DAF Trucks-Lejeune

Wielerploegen van Jacques Verbrugge
Bellet ·
De Haes ·
Heirweg ·
Jiménez ·
Maas ·
Mintkiewicz ·
Nulens ·
Ongenae ·
Pevenage ·
Schepers ·
Schönbacher ·
Stamsnijder ·
Tackaert ·
Thoelen ·
Van Calster · 
Van Heer ·
Vandersnickt · 
Verbrugge
Colyn (vanaf 01/08) ·
De Haes · 
De Vlaeminck (vanaf 01/10) ·
Devos ·
van Gerwen ·
Heirweg · 
Langerijs ·
Maas ·
Martens ·
Nulens ·
Pevenage ·
Schepers ·
Stamsnijder ·
Tackaert ·
A. Van Linden · 
R. Van Linden ·
Verbrugge